# Eduardo Dato
Eduardo Dato e Iradier, född 12 augusti 1856 i A Coruña, död genom mord den 8 mars 1921 i Madrid, var en spansk jurist och politiker.

## Biografi
Dato blev konservativ deputerad 1884, och därefter inrikesminister och justitieminister i konservativa ministärer. Vid brytningen inom det konservativa partiet 1913 blev han ledare för majoriteten och premiärminister. Han inledde som sådan den spanska neutralitetspolitiken under första världskriget, genomdrev en del sociala reformer men avgick 1915 efter ett nederlag i parlamentet rörande en försvarsfråga. 
Som ministerchef igen 1917 bekämpade Dato revolutionära rörelser i landet, men förmådde inte dämpa dem och blev samma år tvungen att avgå. Sedan ytterligare en del regeringsförsök misslyckats, bildade han 1920 under upprörda förhållande i landet sin tredje ministär. Dato upplöste deputeradekammaren men vann inte majoritet och inriktade sina ansträngningar på att återförena de konservativa partierna.
Den 8 mars 1921 i Madrid, när Dato kördes från parlamentsbyggnaden och befann sig framför Puerta de Alcalá, mördades han av tre katalanska anarkister, Luis Nicolau, Pedro Mateu och Ramón Casanellas, som åkte motorcykel. Detta var det andra mordet på en spansk premiärminister på mindre än ett decennium då José Canalejas hade dödats på liknande sätt 1912.